# Вейл, Харви
Ха́рви Джеймс Вейл (англ. Harvey James Vale; род. 11 сентября 2003, Хэйуордс-Хит, Юго-Восточная Англия) — английский футболист, атакующий полузащитник футбольного клуба «Куинз Парк Рейнджерс».

## Ранние годы
Харви Вейл родился в Хейвордс-Хит, Западный Суссекс, футболом начал заниматься в местном клубе «Кроуборо». Затем перешёл в команду «Фулхэм» из Западного Лондона. Начинал на позиции левого защитника, играл на нескольких позициях на молодёжном уровне, в том числе подменяя травмированного вратаря «Фулхэма», прежде чем стать полузащитником.

## Клубная карьера
Вейл покинул «Фулхэм», чтобы присоединиться к юношеской команде «Челси» до 13 лет. Свой первый профессиональный контракт подписал в сентябре 2020 года.
26 октября он попал в заявку на матч Кубка Английской футбольной лиги с «Саутгемптоном», провёл его на скамейке запасных. Харви Вейл дебютировал за «Челси» 22 декабря 2021 года в четвертьфинале Кубка Английской футбольной лиги, начав с победы над «Брентфордом» со счетом 2:0. 19 марта 2022 года он принял участие в четвертьфинальном матче Кубка Англии против «Мидлсбро», заменив Ромелу Лукаку на 84-й минуте, когда «Челси» вели со счетом 2:0. 22 мая 2022 года он был признан игроком года Академии после успешного сезона как в молодёжной, так и в основной команде.
1 сентября 2022 года Вейл заключил с «Челси» контракт на три года и в тот же день был отдан в аренду до конца сезона клубу «Халл Сити» из Чемпионшипа.

## Международная карьера
Вейл представлял Англию на уровне сборных до 15, до 16, до 17 и до 19 лет. Вейл был капитаном сборной Англии среди игроков до 19 лет на юношеском чемпионате Европы 2022 года. Англичане выиграли турнир, а Вейл вошёл в его символическую сборную.

## Достижения
Сборная Англии (до 19 лет)
- Победитель чемпионата Европы (до 19 лет): 2022

## Статистика
| Клуб             | Сезон            | Лига             | Лига | Лига | Кубок Англии | Кубок Англии | Кубок лиги | Кубок лиги | Европа | Европа | Другие | Другие | Всего | Всего |
| Клуб             | Сезон            | Дивизион         | Игры | Голы | Игры         | Голы         | Игры       | Голы       | Игры   | Голы   | Игры   | Голы   | Игры  | Голы  |
| ---------------- | ---------------- | ---------------- | ---- | ---- | ------------ | ------------ | ---------- | ---------- | ------ | ------ | ------ | ------ | ----- | ----- |
| Челси            | 2021/22          | Премьер-лига     | 0    | 0    | 3            | 0            | 2          | 0          | 0      | 0      | 0      | 0      | 5     | 0     |
| Всего за карьеру | Всего за карьеру | Всего за карьеру | 0    | 0    | 3            | 0            | 2          | 0          | 0      | 0      | 3      | 0      | 8     | 0     |